# Корнале
Корнале (итал. Cornale) — коммуна в Италии, находится в регионе Ломбардия, в провинции Павия.
Население составляет 749 человек (2008), плотность населения составляет 443 чел./км². Занимает площадь 2 км². Почтовый индекс — 27050. Телефонный код — 0383.
Покровительницами коммуны почитаются Пресвятая Богородица, празднование 12 сентября, и святая Лючия.

## Демография
Динамика населения:

## Администрация коммуны
- Официальный сайт: https://web.archive.org/web/20100428014743/http://www.comune.cornale.pv.it/